# Leninskij
Leninskij – osiedle typu miejskiego w Rosji, w Jakucji. W 2010 roku liczyło 1866 mieszkańców.